# قسم جلغة الريفي (مقاطعة بردسكن)
قسم جلغة الريفي (بالفارسية: دهستان جلگه) هي منطقة ريفية تقع في إيران في خراسان رضوي. يقدر عدد سكانها بـ 6,919 نسمة .